# Dagobert Müller von Thomamühl
Dagobert Müller von Thomamühl (* 24. Juni 1880 in Triest; † 10. Jänner 1956 in Klagenfurt) war ein österreichischer Marineoffizier und Erfinder.

## Leben
Dagobert Müller-Thomamühl besuchte von 1890 bis 1895 die Realschule in Pola und von 1895 bis 1899 die Marineakademie in Fiume. Er nahm 1900/1901 als Seekadett an der Weltumseglung der SMS "Donau" teil. Von 1904 bis 1918 war er Kommandant und Flottillenführer auf Torpedobooten und Zerstörern. Im Jahr 1910 gründete er die Taucherschule der österreichischen Kriegsmarine und erreichte, als erster nichtgepanzerter Taucher, im Mittelmeer die Tiefe von 64 m.
Müller-Thomamühl konstruierte Richtungsregler für Torpedos und Torpedosuchgeräte und baute 1915 das erste Luftkissen-Torpedoschnellboot. Er gründete bei der österreichischen Kriegsmarine das Torpedokommando und stellte 1918 Versuche mit Flugzeugtorpedos an. Er war auch Erfinder der Lichtschranke. Diese Vorrichtung war 1916 gebrauchsreif und wurde 1924 in Österreich patentiert. In der Zwischenkriegszeit baute Müller-Thomamühl in Maribor eine Wagenfabrik und in Kroatien einige Wasserkraftwerke. Er führte bis 1945 ein Technisches Büro und eine Handelsfirma zur Vertretung von Schiffswerften und marinetechnischen Geräten.